# 1020 Arcadia
Az 1020 Arcadia (ideiglenes jelöléssel 1924 QV) a Naprendszer kisbolygóövében található aszteroida. Karl Wilhelm Reinmuth fedezte fel 1924. március 7-én, Heidelbergben.